# 桜台 (名古屋市)
桜台（さくらだい）は、愛知県名古屋市南区の地名。現行行政地名は桜台一丁目及び桜台二丁目。住居表示実施。

## 地理
名古屋市南区北東部に位置する。東は中江一丁目、西は寺崎町、南は鯛取通、北は鳥栖一丁目・鳥栖二丁目に接する。

## 歴史

### 町名の由来
江戸期の愛知郡桜村のうち、台地部分にあたることによるという。語源については桜本町 (名古屋市)#町名の由来を参照。

### 行政区画の変遷
- 1939年（昭和14年）8月5日 - 南区呼続町の一部により、同区桜台町が成立する[1]。
- 1986年（昭和61年）9月16日 - 南区桜台一丁目が同区桜台町・才仙町・桜本町・新郊通・鯛取通・鳥栖町の各一部により、南区桜台二丁目が同区才仙町・桜台町・鯛取通・鳥栖町・東浦通の各一部によりそれぞれ成立する[1]。また同時に、南区桜台町が桜台一丁目と桜台二丁目にそれぞれ編入され消滅する[1]。

## 世帯数と人口
2019年（平成31年）4月1日現在の世帯数と人口は以下の通りである。
| 丁目       | 世帯数  | 人口    |
| ---------- | ------- | ------- |
| 桜台一丁目 | 498世帯 | 1,066人 |
| 桜台二丁目 | 390世帯 | 850人   |
| 計         | 888世帯 | 1,916人 |

### 人口の変遷
国勢調査による人口の推移
| 2000年（平成12年） | 1,892人 | [ WEB 6 ] |  |
| 2005年（平成17年） | 1,975人 | [ WEB 7 ] |  |
| 2010年（平成22年） | 1,842人 | [ WEB 8 ] |  |
| 2015年（平成27年） | 1,870人 | [ WEB 9 ] |  |

## 学区
市立小・中学校に通う場合、学校等は以下の通りとなる。また、公立高等学校に通う場合の学区は以下の通りとなる。
| 丁目       | 番・番地等 | 小学校             | 中学校               | 高等学校 |
| ---------- | ---------- | ------------------ | -------------------- | -------- |
| 桜台一丁目 | 全域       | 名古屋市立桜小学校 | 名古屋市立桜田中学校 | 尾張学区 |
| 桜台二丁目 | 全域       | 名古屋市立桜小学校 | 名古屋市立桜田中学校 | 尾張学区 |

## 施設
- 名古屋市立桜小学校[2]
- スギ薬局桜本町店
- 林家具店[2]

## 交通
- 名古屋市営地下鉄桜通線 桜本町駅

## その他

### 日本郵便
- 郵便番号 : 457-0005[WEB 3]（集配局：名古屋南郵便局[WEB 12]）。

### WEB
1. ↑  “愛知県名古屋市南区の町丁・字一覧”.   人口統計ラボ. 2017年10月7日閲覧。
2. 1 2  “町・丁目(大字)別、年齢(10歳階級)別公簿人口(全市・区別)”.   名古屋市 (2019年4月22日). 2019年4月23日閲覧。
3. 1 2  “郵便番号”.  日本郵便. 2019年3月17日閲覧。
4. ↑  “市外局番の一覧”.   総務省. 2019年1月6日閲覧。
5. 1 2  名古屋市役所市民経済局地域振興部住民課町名表示係 (2015年10月21日). “南区の町名一覧”.   名古屋市. 2017年10月7日閲覧。
6. ↑  名古屋市役所総務局企画部統計課統計係 (2005年7月1日). “（刊行物）名古屋の町(大字)・丁目別人口 (平成12年国勢調査) 南区” (XLS). 2017年10月8日閲覧。
7. ↑  名古屋市役所総務局企画部統計課統計係 (2007年6月29日). “平成17年国勢調査　名古屋の町(大字)別・年齢別人口 南区” (XLS). 2017年10月8日閲覧。
8. ↑  名古屋市役所総務局企画部統計課統計係 (2012年6月29日). “平成22年国勢調査　名古屋の町(大字)別・年齢別人口 南区” (XLS). 2017年10月8日閲覧。
9. ↑  名古屋市役所総務局企画部統計課統計係 (2017年7月7日). “平成27年国勢調査　名古屋の町(大字)別・年齢別人口” (XLS). 2017年10月8日閲覧。
10. ↑  “市立小・中学校の通学区域一覧”.   名古屋市 (2018年11月10日). 2019年1月14日閲覧。
11. ↑  “平成29年度以降の愛知県公立高等学校（全日制課程）入学者選抜における通学区域並びに群及びグループ分け案について”.   愛知県教育委員会 (2015年2月16日). 2019年1月14日閲覧。
12. ↑  “郵便番号簿 2018年度版” (PDF).   日本郵便. 2019年4月23日閲覧。

### 文献
1. 1 2 3 4 5 6  名古屋市計画局 1992, p. 850.
2. 1 2 3 4  「角川日本地名大辞典」編纂委員会 1989, p. 1540.
3. ↑  名古屋市計画局 1992, p. 564.